# Attagenus
Attagenus is een geslacht van kevers uit de familie spektorren (Dermestidae).

## Soorten
- Attagenus abbreviatus Heer, 1856
- Attagenus aboriginalis Wickham, 1913
- Attagenus addendus J. Sahlberg, 1903
- Attagenus adspersus Blanchard, 1843
- Attagenus aeneus Roth, 1851
- Attagenus afghanus Háva, 2000
- Attagenus africanus Mroczkowski, 1958
- Attagenus albofasciatus Dahl, 1823
- Attagenus albonotatus Pic, 1927
- Attagenus ambericus Háva & Prokop, 2004
- Attagenus antennatus Laporte, 1840
- Attagenus anthrenoides Wollaston, 1864
- Attagenus apicalis Pic, 1942
- Attagenus apicebrunneus Kalík, 1955
- Attagenus arboreus Zhantiev, 2007
- Attagenus arcuatefasciatus Pic, 1951
- Attagenus aristidis Pic, 1894
- Attagenus asmaranus Pic, 1942
- Attagenus assuanensis Pic, 1899
- Attagenus astacurus Peyerimhoff, 1931
- Attagenus atricolor Pic, 1931
- Attagenus atripennis Pic, 1938
- Attagenus attenuatus Pic, 1894
- Attagenus augustatus Ballion, 1871
- Attagenus aurantiacus Reitter, 1900
- Attagenus aurofasciatus Háva, 2005
- Attagenus australis Montrouzier, 1860
- Attagenus barbieri Pic, 1946
- Attagenus basalis Pic, 1928
- Attagenus basimaculatus Pic, 1952
- Attagenus beali Zhantiev, 2005
- Attagenus bezdeki Háva & Kadej, 2007
- Attagenus bicolor Dejean, 1821
- Attagenus bicolor Harold, 1868
- Attagenus bifasciatus Olivier, 1790
- Attagenus birmanicus Arrow, 1915
- Attagenus biskrensis Pic, 1904
- Attagenus brittoni Kalík, 1954
- Attagenus brunneonotatus Pic, 1894
- Attagenus brunneopunctatus Pic, 1893
- Attagenus brunnescens Pic, 1904
- Attagenus brunneus Faldermann, 1835
- Attagenus calabricus Reitter, 1881
- Attagenus capensis Dejean, 1837
- Attagenus capensis Reitter, 1881
- Attagenus caracal Zhantiev, 1963
- Attagenus cayennensis Dejean, 1821
- Attagenus chakouri Pic, 1907
- Attagenus cinereus Thunberg, 1815
- Attagenus civetta Mulsant & Rey, 1868
- Attagenus conradsi Pic, 1951
- Attagenus coquereli Mulsant & Rey, 1868
- Attagenus cuneatus Zhantiev, 2007
- Attagenus curvicornis J. Sahlberg, 1913
- Attagenus cyphonoides Reitter, 1881
- Attagenus decoloratus Mulsant & Rey, 1868
- Attagenus dichrous Roth, 1851
- Attagenus dispar (Redtenbacher, 1843)
- Attagenus diversepubescens Pic, 1936
- Attagenus diversesignatus Pic, 1942
- Attagenus diversus Reitter, 1881
- Attagenus donckieri Pic, 1916
- Attagenus doricus Zhantiev, 2007
- Attagenus duplex Reitter in Heyden, 1890
- Attagenus endroedyi Háva, 2003
- Attagenus ensicornis Wollaston, 1867
- Attagenus eremivagus Peyerimhoff, 1943
- Attagenus erevanicus Zhantiev, 1963
- Attagenus extinctus C. Heyden & L. Heyden, 1865
- Attagenus fairmairei Mroczkowski, 1958
- Attagenus fallax Gené, 1839
- Attagenus fasciatopunctatus Reitter, 1881
- Attagenus fasciatus Thunberg, 1795
- Attagenus fasciolatus Solsky, 1876
- Attagenus flavicornis Dejean, 1821
- Attagenus flexicollis Reitter, 1881
- Attagenus fortis Zhantiev, 2007
- Attagenus fossor Zhantiev, 2005
- Attagenus fulvicollis Reitter, 1881
- Attagenus fulvipes Dahl, 1823
- Attagenus gilanicus Zhantiev, 2007
- Attagenus globosus Háva, 2003
- Attagenus gobicola Frivaldszky, 1892
- Attagenus granarius Dejean, 1837
- Attagenus grandjeani Pic, 1942
- Attagenus grisescens Pic, 1937
- Attagenus haladai Háva, 2006
- Attagenus hargreavesi Pic, 1935
- Attagenus havai Kadej, 2006
- Attagenus heinigi Herrmann & Háva, 2007
- Attagenus heydeni Reitter, 1881
- Attagenus hirtulus Rosenhauer, 1856
- Attagenus hirtus Sturm, 1826
- Attagenus hoffeinsorum Háva, Prokop & Herrmann, 2006
- Attagenus holmi Kalík & Háva, 2005
- Attagenus hottentotus Guérin -Méneville, 1844
- Attagenus inapicalis Pic, 1951
- Attagenus incertus Mulsant & Rey, 1868
- Attagenus incognitus Háva, 2003
- Attagenus indicus Kalík, 1954
- Attagenus insidiosus Halstead, 1981
- Attagenus insignatus Pic, 1942
- Attagenus ionicus Zhantiev, 2005
- Attagenus irroratus Blackburn, 1903
- Attagenus jacobsoni Zhantiev, 1963
- Attagenus jelineki Háva, 2004
- Attagenus jucundus Péringuey, 1885
- Attagenus karnali Háva, 2001
- Attagenus kephallenicus Háva & Kalík, 2006
- Attagenus korotyaevi Zhantiev, 2005
- Attagenus kratochvili Kalík, 1955
- Attagenus lategriseus Kalík, 1955
- Attagenus latepubescens Pic, 1952
- Attagenus leopardinus Reitter, 1881
- Attagenus lepidus Háva & Kovarík, 2004
- Attagenus leprieuri Reitter, 1887
- Attagenus lineatus Pic, 1894
- Attagenus lobatus Rosenhauer, 1856
- Attagenus longipennis Pic, 1904
- Attagenus luctuosus Dejean, 1837
- Attagenus luteithorax Pic, 1931
- Attagenus luteofasciatus Pic, 1937
- Attagenus lynx Mulsant & Rey, 1868
- Attagenus maculatus Kalík, 2006
- Attagenus madecassus Pic, 1916
- Attagenus madoni Pic, 1942
- Attagenus maritimus Gené, 1839
- Attagenus melanocerus Dejean, 1837
- Attagenus mongolicus Zhantiev, 1973
- Attagenus multifasciatus Wollaston, 1863
- Attagenus nepalensis Háva, 2001
- Attagenus nigripennis Arrow, 1915
- Attagenus nigroapicalis Pic, 1931
- Attagenus nigroluteus Kalík, 1955
- Attagenus niseteoi Dejean, 1821
- Attagenus obtusus Gyllenhaal in Schönherr, 1808
- Attagenus orientalis Reitter in Schneider & Leder, 1878
- Attagenus pallidus Zhantiev, 2005
- Attagenus pantherinus Ahrens, 1814
- Attagenus pardus Arrow, 1915
- Attagenus pellio Linnaeus, 1758 (Pelskever)
- Attagenus persicus Reitter, 1881
- Attagenus pictus Ballion, 1871
- Attagenus placitus Normand, 1949
- Attagenus postfasciatus Pic, 1951
- Attagenus posticalis Fairmaire, 1879
- Attagenus prescutellaris Pic, 1927
- Attagenus pseudomolitor Zhantiev, 1963
- Attagenus pubescens Pic, 1894
- Attagenus punctatus Scopoli, 1772
- Attagenus pustulatus Thunberg, 1815
- Attagenus quadricolor Sumakov, 1907
- Attagenus quadrimaculatus Kraatz, 1858
- Attagenus quadrinotatus Pic, 1938
- Attagenus quadritinctus Reitter, 1889
- Attagenus reitteri Mroczkowski, 1968
- Attagenus rhodesianus Pic, 1927
- Attagenus robustior Pic, 1951
- Attagenus robustus Pic, 1899
- Attagenus roeri Kalík
- Attagenus rossii Ganglbauer, 1904
- Attagenus ruficollis Christofori & Jan, 1832
- Attagenus ruficolor Pic, 1918
- Attagenus rufimembris Pic, 1927
- Attagenus rufipennis LeConte, 1859
- Attagenus rufipes Sturm, 1843
- Attagenus rufiventris Pic, 1927
- Attagenus rufomaculatus Pic, 1907
- Attagenus scalaris (Pic, 1894)
- Attagenus schaefferi Herbst, 1792
- Attagenus seminiger Fairmaire, 1863
- Attagenus seniculus Solsky, 1876
- Attagenus sericeus Guérin-Méneville, 1844
- Attagenus sexnotatus Pic, 1927
- Attagenus sieversi Reitter, 1896
- Attagenus signatus Dejean, 1837
- Attagenus silvaticus Zhantiev, 1976
- Attagenus similaris Mulsant & Rey, 1868
- Attagenus simonis Reitter, 1881
- Attagenus simplex Reitter, 1881
- Attagenus sinensis Pic, 1927
- Attagenus smirnovi Zhantiev, 1973
- Attagenus somalicus Háva, 2003
- Attagenus sopitus Scudder, 1900
- Attagenus sparsutus Reitter, 1881
- Attagenus stachi Mroczkowski, 1958
- Attagenus steinbergi Zhantiev, 1963
- Attagenus suspiciosus Solsky, 1876
- Attagenus syriacus Dejean, 1837
- Attagenus taeniatus Dejean, 1837
- Attagenus tessellatus Reitter, 1887
- Attagenus thunbergi Mroczkowski, 1968
- Attagenus tigrinus Fabricius, 1792
- Attagenus tomentosus Sturm, 1843
- Attagenus trifasciatus Fabricius, 1787
- Attagenus turcomanus Zhantiev, 1963
- Attagenus undulatus Motschulsky, 1858
- Attagenus unicolor (Brahm, 1790)
- Attagenus unifasciatus Sturm, 1843
- Attagenus uniformis Fairmaire in Fairmaire & Coquerel, 1860
- Attagenus vagepictus Fairmaire, 1889
- Attagenus vestitus Klug, 1855
- Attagenus vestitus Sturm, 1843
- Attagenus wollastoni Mroczkowski, 1964
- Attagenus woodroffei Halstead & Green, 1979
- Attagenus xanthocerus Dejean, 1837
- Attagenus zavattarii Pic, 1952